# Bon Iver, Bon Iver
Bon Iver, Bon Iver är Bon Ivers andra studioalbum, utgivet 2011.

## Låtlista
Alla låtar är skrivna och komponerade av Justin Vernon. 
| Nr  | Titel         | Längd |
| --- | ------------- | ----- |
| 1.  | Perth         | 4:22  |
| 2.  | Minnesota, WI | 3:52  |
| 3.  | Holocene      | 5:37  |
| 4.  | Towers        | 3:08  |
| 5.  | Michicant     | 3:42  |
| 6.  | Hinnom, TX    | 2:45  |
| 7.  | Wash.         | 4:59  |
| 8.  | Calgary       | 4:10  |
| 9.  | Lisbon, OH    | 1:33  |
| 10. | Beth/Rest     | 5:17  |